# 法語鑑定文憑
法語鑑定文憑（法語：DELF）是授予母语非法语人士的法语能力证书，于1985年创立，由法国教育部所直接管辖的法国教学国际中心（CIEP）管理颁发。证书依据欧洲理事会之欧洲共同语言参考标准分为A1、A2、B1、B2、C1、C2六等，并划分为两种不同名称的证书：等级A1到B2颁发法語鑑定文憑（法語：Diplôme d'études en langue française）；C1与C2则颁发法语深入学习文凭（法語：Diplôme approfondi de langue française）。两者通常分开称呼，并被视为两种证书。
文憑的考試根據聽力、閱讀、寫作、口語表達為主的四種語言能力，評鑑受試者的法語能力。沒有報考次數、等級銜接或報名地點、時間間隔、年齡的限制。兩種文憑皆以法國官方承認的方式，對於非以法語為其母語之持有者給予法語知識和能力的證明與肯定，且該文憑終生有效，具有抵免法國學術機構法語考試的效力，至今已有150個國家共900多個中心固定舉辦該項測驗。

## 注解
1. ↑  无官方简体或繁体中文名，又译“法语程度鉴定文凭”。

## 外部連結
- 法國國際教學研究中心CIEP （页面存档备份，存于）
- 台灣法國文化協會 （页面存档备份，存于）